# Кирьянов, Игорь Александрович
Игорь Александрович Кирьянов (12 ноября 1918, Нижний Новгород — 3 мая 2007, там же) — советский и российский историк, краевед.

## Биография
Участник Великой Отечественной войны. Политбоец, красноармеец 279-й стрелковой дивизии (Горьковской). Окончил исторический факультет Горьковского ГПИ в 1946 году. Кандидат исторических наук.
Председатель общества «Нижегородский краевед», член президиума Нижегородского фонда культуры. Автор 27 книг и более 200 научных статей, в основном по истории нижегородского края.
Награждён двумя орденами Красной Звезды, орденом Отечественной войны I степени, медалями.
Постановлением Думы Нижнего Новгорода от 7 июля 1994 года № 10 И. А. Кирьянову присвоено звание «Почётный гражданин города Нижнего Новгорода».
Умер 3 мая 2007 года. Похоронен на Румянцевском кладбище Нижнего Новгорода.

## Память
В 2010 году на доме № 30 по улице Большая Печерская Нижнего Новгорода, в котором жил И. А. Кирьянов, установлена мемориальная доска в память об историке нижегородского края.

## Сочинения
- Материалы к исследованию Нижегородского Кремля // Материалы и исследования по археологии СССР. — М., 1952. Т. 31 (в соавт.);
- Кирьянов И. А. Нижегородский Кремль: Очерк истории кремля в городе Горьком. — Горький: Горьковское книжное издательство, 1956 (2-е изд. — 1961). — С. 116.
- Кирьянов И. А. Старинные крепости Нижегородского Поволжья. — Горький: Горьковское книжное издательство, 1961. Архивировано 11 августа 2013 года.
- О Кузьме Минине: Новые материалы к биографии// История СССР. — 1965. — № 1;
- История города Горького. — Горький, 1971 (чл. авт. кол.);
- Основатель Нижнего Новгорода князь Юрий Всеволодович// Записки краеведов. — Нижний Новгород, 1991.